# Stamnummer (voetbal België)
In het Belgisch voetbal is een stamnummer een uniek nummer ter identificatie van elke voetbalclub die aangesloten is bij de Koninklijke Belgische Voetbalbond. Het systeem werd op 18 december 1926 ingevoerd. De toen geregistreerde clubs kregen een stamnummer. Sindsdien wordt aan iedere nieuwe club die zich inschrijft een stamnummer toegekend, in oplopende volgorde.

## Geschiedenis
De voetbalbond werd als de toenmalige Union Belge des Sociétés de Sports Athlétiques opgericht in 1895, de eerste officiële competitie werd in 1895/96 gehouden. Het systeem van stamnummer werd ingevoerd op 18 december 1926, onder impuls van secretaris-generaal Alfred Verdyck. De eerste lijst met stamnummers verscheen in Sportleven op 21 december 1926. Alle 809 clubs die vóór 1926 werden opgericht en nog steeds actief waren, kregen een stamnummer toegekend. De stamnummers werden toegekend volgens chronologische volgorde. De datum dat de club werd opgericht werd hiervoor als maatstaf gebruikt. Royal Antwerp FC kreeg zo stamnummer 1 toegekend. Ongeveer 1070 clubs die waren geschrapt of gefuseerd vóór deze datum kregen nooit een stamnummer. Enkele van deze clubs die zo zonder stamnummer bleven waren clubs die tijdens de eerste jaren van de officiële competities in de hoogste nationale afdelingen hadden gespeeld, zoals Sporting Club de Bruxelles, Brugsche Football Club, Union FC d'Ixelles, Athletic and Running Club de Bruxelles, Association Sportive Anvers-Borgerhout.
Nog een voorbeeld zijn de Luikse clubs. Tussen Royal Football Club de Liège (stamnummer 4) en Standard Luik (stamnummer 16) staat geen enkele andere club uit de stad opgenomen. Vóór 1902, het jaar waarop Standard aansloot, waren er reeds tientallen andere Luikse clubs aangesloten bij de voetbalbond, zoals Momy de Kinkempois, Stella du Val-Saint-Lambert, Liège Football Association en Sporting Club Liégeois. Deze clubs waren echter verdwenen tegen 1926.
Vanaf 10 juli 1964 werden de reglementen van de KBVB met betrekking tot de stamnummers bij fusies wat gewijzigd. Vóór 1964 dienden beide clubs die fuseerden hun oude stamnummer op te geven, de fusieclub kreeg dan een volledig nieuw stamnummer. Indien dit niet gebeurde en de fusieclub speelde verder met een van de oude stamnummers, dan was er voor de voetbalbond geen reglementaire of officiële fusie. Vanaf 1964 dient de nieuwe fusieclub het stamnummer van een van de bestaande clubs over te nemen. Het stamnummer van de andere club vervalt dan. Over het algemeen kiest men bij de nieuwe fusieclub voor het stamnummer van de club die het hoogst in de competitiestructuur speelt.
Sinds 2017 is het mogelijk geschrapte stamnummers te kopen als er een sterke link is tussen de nieuwe club en de verdwenen club met het oude stamnummer.

## Administratief
Het stamnummer vormt sinds 1926 een essentieel onderdeel in de organisatie van kampioenschappen door de KBVB. Het is immers de enige unieke referentie om de exacte identiteit van een club te bepalen, inclusief de jeugdploegen van een club. Het stamnummer speelt dan ook een opmerkelijke rol in speciale situaties, zoals schrappingen of fusies van clubs.
Doorheen de geschiedenis van de competities en van de clubs blijft het stamnummer een constante administratieve referentie voor de club. Een club kan verschillende malen van naam veranderen, andere clubkleuren kiezen of van locatie veranderen, de club blijft echter uniek administratief onder hetzelfde stamnummer geregistreerd.
Wanneer een club ophoudt te bestaan en geschrapt wordt uit de registers van de voetbalbond, dan verdwijnt ook het stamnummer van de club. Wanneer twee clubs fuseren, dan moet de nieuwe club het stamnummer van één beide clubs kiezen waaronder de fusieclub verder zal aantreden. Het andere stamnummer en de benamingen van beide clubs verdwijnen dan.

## Prestige
Het stamnummer is ook een vorm van prestige en verwijst naar de geschiedenis van de club. Zo nemen sommige clubs het stamnummer op in hun clublogo, of wordt het soms gebruikt in de naam van clubmagazines, clubkantines en supportersclubs.
De oudere clubs dragen een laag stamnummer. Zo hebben clubs die in het begin van de twintigste eeuw (of vroeger) zijn opgericht doorgaans een lager stamnummer dan clubs die later zijn opgericht. Voor het achterhalen van de exacte leeftijd van een club is het stamnummer echter geen goede maatstaf. Voorbeeld: KSC Menen (opgericht in 1902, stamnummer 56) heeft een hoger stamnummer dan RAEC Mons (opgericht in 1910, stamnummer 44). Dit komt doordat de stamnummers worden toegewezen in volgorde van aansluiting bij de KBVB. RAEC Mons sloot zich aan op 17 juni 1910. KSC Menen deed dit pas twee jaar later op 4 januari 1912. Ook naamsveranderingen en fusies hebben al vaak voor verwarring gezorgd inzake de ouderdom van een club.